# Pall Mall Gazette
Pall Mall Gazette var en dagstidning i London, utgiven 1865–1923.
Under bland andra John Morley och William Thomas Stead var den en radikal politiskt tidning och vann stort inflytande över den allmänna opinionen i Storbritannien. Ett av dess mest berömda reportage var The Maiden Tribute of Modern Babylon 1885. Efter att från 1892 varit moderat konservativ och från 1917 åter liberal förenades den 1921 med The Globe och uppgick 1923 i Evening Standard.